# Into the Unknown (Disney)
Into the Unknown (nella versione italiana Nell'ignoto) è un brano musicale scritto da Kristen Anderson-Lopez e Robert Lopez per il film animato della Disney Frozen II - Il segreto di Arendelle, uscito nel 2019. La canzone è interpretata sia nel film che nella colonna sonora da Idina Menzel e Aurora.
La versione italiana è cantata da Serena Autieri e Aurora, mentre ne esiste anche una versione cantata da Giuliano Sangiorgi, che si può ascoltare durante i titoli di coda del film.

## Composizione
La Anderson-Lopez e Lopez, che hanno anche aiutato nella sceneggiatura, avevano bisogno di trovare una canzone per un grande momento di Elsa. Inizialmente, ne avevano scritto una di nome I Seek the Truth, ma il concetto di Elsa che sentiva e seguiva una voce misteriosa non era ancora stato concepito. Una volta inserito nella sceneggiatura, i due hanno scritto Into the Unknown.
Idina Menzel ha cantato il brano per la prima volta in assoluto in uno spogliatoio di uno spettacolo di Broadway.

## Accoglienza
La canzone è stata presentata al pubblico come la Let It Go del film. The Daily Telegraph ha affermato che i due brani hanno le stesse qualità catchy.